# Episodi di Love (seconda stagione)
La seconda stagione della serie televisiva Love è stata pubblicata simultaneamente il 10 marzo 2017 in tutti i territori in cui Netflix è disponibile.
| nº | Titolo originale        | Titolo italiano      | Pubblicazione USA | Pubblicazione Italia |
| -- | ----------------------- | -------------------- | ----------------- | -------------------- |
| 1  | On Lockdown             | Il blocco            | 10 marzo 2017     | 10 marzo 2017        |
| 2  | Friends Night Out       | Serata con gli amici | 10 marzo 2017     | 10 marzo 2017        |
| 3  | While You Were Sleeping | E tu dormivi         | 10 marzo 2017     | 10 marzo 2017        |
| 4  | Shrooms                 | I funghi             | 10 marzo 2017     | 10 marzo 2017        |
| 5  | A Day                   | Un bel giorno        | 10 marzo 2017     | 10 marzo 2017        |
| 6  | Forced Hiatus           | Interruzione forzata | 10 marzo 2017     | 10 marzo 2017        |
| 7  | The Work Party          | Party di lavoro      | 10 marzo 2017     | 10 marzo 2017        |
| 8  | Marty Dobbs             | Marty Dobbs          | 10 marzo 2017     | 10 marzo 2017        |
| 9  | Housesitting            | Una casa pazzesca    | 10 marzo 2017     | 10 marzo 2017        |
| 10 | Liberty Down            | Separazione          | 10 marzo 2017     | 10 marzo 2017        |
| 11 | The Long D              | Lunga distanza       | 10 marzo 2017     | 10 marzo 2017        |
| 12 | Back In Town            | Di nuovo in città    | 10 marzo 2017     | 10 marzo 2017        |

## Il blocco
- Titolo originale: On Lockdown
- Diretto da: Dean Holland
- Scritto da: Judd Apatow, Lesley Arfin e Paul Rust

### Trama
Nonostante il bacio, Mickey esprime a Gus l'esigenza di stare da sola e mettere i propri sentimenti in pausa per almeno un anno. I due scoprono che in compenso Bertie si sta divertendo con Randy, sorprendendoli mentre stanno facendo sesso nella camera della ragazza. Dopo aver ammesso di frequentare il Gruppo Dipendenza Sessuale e Affettiva (SLAA), Mickey si scusa con Gus per lo scompiglio che ha portato nel suo ambiente di lavoro, puntualizzando di voler conservare almeno la loro amicizia. Mickey riaccompagna Gus a casa, ma al momento di andarsene la polizia blocca l'intera area di Springwood.
Mentre Mickey usa il telescopio per studiare una via di fuga dal blocco, i vicini di Gus si interessano della sua situazione sentimentale con la ragazza. Saliti sul tetto dell'edificio, Gus si offre di accompagnare Mickey nel suo tentativo di eludere i poliziotti, manifestando un'incapacità a staccarsi da lei nonostante una storia formalmente finita. Tallonati dai poliziotti, Gus inciampa e invita Mickey a scappare, mentre lui è catturato. Mickey torna indietro, non riuscendo a cambiare la sorte di Gus che viene arrestato e rilasciato dopo poche ore. Mickey chiede a Gus di poter dormire nel suo letto, sforzandosi di fingere che tra loro non stia rinascendo un qualche sentimento.

## Serata con gli amici
- Titolo originale: Friends Night Out
- Diretto da: Dean Holland
- Scritto da: Brent Forrester e Alexandra Rushfield

### Trama
Al risveglio Mickey ribadisce a Gus la necessità per lei di prendersi una pausa, stabilendo di risentirsi dopo una settimana e scriversi soltanto in caso di emergenza. Alla riunione del SLAA Mickey racconta di essere combattuta tra il desiderio di sentire Gus e la necessità di astenersi dal farlo per tenere a bada la sua dipendenza dal sesso. Mentre Gus si accorda con Chris per uscire insieme a bere qualcosa con il gruppo di amici nerd, Mickey decide di partecipare a una festa che si tiene dalla vicina Syd e alla quale partecipano soltanto coppie. Al pub un gruppo di ragazze del tavolo accanto si aggrega a quello di Gus e i suoi amici.
Le rispettive serate di Gus e Mickey non vanno per il verso giusto. Mickey si sente tagliata fuori dalla conversazione su argomenti per lei noiosi e tenta di proporre un gioco; poiché anche questo stava vertendo sulla stessa solfa, si diverte a inventare una domanda che genera zizzania tra i convitati. Gus attacca bottone con Kali, una ragazza del Midwest, fraintendendo quello che pensava fosse un corteggiamento. Gus scrive a Mickey, dandole appuntamento a un ristorante BBQ coreano. Ben presto i due ragazzi abbattono i paletti che avevano tentato di frapporre tra loro, baciandosi e facendo sesso in macchina.

## E tu dormivi
- Titolo originale: While You Were Sleeping
- Diretto da: Maggie Carey
- Scritto da: Dave King

### Trama
Gus e Mickey tornano a lavorare dopo il sesso in macchina, attività che ha particolarmente destabilizzato il ragazzo. Sul set si sta girando l'episodio di Wichita scritto da lui e Arya insiste affinché possa assistere alle riprese, godendo del frutto del suo lavoro. Un incidente occorso allo stuntman genera una discussione tra Gus e un assistente di studio, convinto che ambientare la scena sul campanile sia stata una follia. Mickey si preoccupa per Truman, un collega che ha problemi con la fidanzata Lily, la quale gli ha sottratto la macchina e la teme molto in quanto boxeur. Mickey resta interdetta nello scoprire che Lily ha imposto a Truman una relazione aperta, dove però soltanto a lei è consentito tradire.
Le riprese di Wichita vengono sospese e Heidi, sempre contraria a vedere il proprio personaggio morire, accusa Gus di emanare un'energia tossica. In compenso, Gus sembra riavvicinarsi a Susan, ma quando riaccompagna a casa il suo capo e costei lo invita a fare sesso nella sua lussuosa tenuta, egli rifiuta senza rendersi conto che era soltanto uno scherzo. Dopo aver recuperato le chiavi della macchina di Truman e tentato una fuga interrotta da Lily, gettatasi alla disperata sul parabrezza, Mickey scopre che il college le ha mentito ed è lui a tradire la fidanzata. Mickey sta cominciando ad avere dei ripensamenti sull'anno di astinenza chiesto a Gus.

## I funghi
- Titolo originale: Shrooms
- Diretto da: Maggie Carey
- Scritto da: Dave King e Paul Rust

### Trama
Mickey invita Gus per una tranquilla serata romantica in casa. Cercando tra i menù da asporto le capita la scatola della droga, coinvolgendo anche Bertie e Randy nella consumazione dei funghi rimasti perché è un peccato buttarli. Mentre Bertie e Randy hanno avuto esperienze, per Gus è la prima volta con la droga e non si sottrae per non fare la figura dello sfigato agli occhi di Mickey. Inizialmente Gus prende la cosa poco seriamente, non riscontrando effetti collaterali, ma dopo aver ballato comincia ad avvertire una sensazione di inebriante felicità. Randy si lancia invece in discorsi assurdi, annoiando Mickey che decide di salire in camera a recuperare l'ultimo fungo rimasto.
Timoroso che Mickey possa sviluppare nuovamente una dipendenza, Gus assume il fungo al posto suo. Randy si lancia all'inseguimento di un coyote capitato per caso in giardino, conducendolo a una casa in cui sente di dover necessariamente entrare. Fortunatamente la casa è vuota e Randy si sdraia in un letto, affermando di non volersi spostare, mentre i ragazzi cercano di fargli capire che stanno commettendo un'effrazione. Quando un chiarore alla finestra lascia intuire l'arrivo dei proprietari, Gus prende in mano la situazione e trascina Randy fuori dall'abitazione. Gus e Mickey si dicono entrambi soddisfatti della serata, dato che lui ha imparato a sfidare i propri limiti e lei invece a non oltrepassarli.

## Un bel giorno
- Titolo originale: A Day
- Diretto da: Lynn Shelton
- Scritto da: Mason Flink

### Trama
Mickey permette a Gus di accompagnarla alla riunione del SLAA, anche se deve aspettarla fuori in macchina. Al termine dell'incontro decidono di andare a mangiare qualcosa, raccontandosi delle rispettive famiglie e di come non tutti i rapporti con i rispettivi fratelli siano idilliaci. Dopodiché si recano al cinema, dove Mickey si impaurisce nel vedere il suo ex fidanzato Dustin. Finito il film, mentre Gus è in bagno, Dustin si avvicina a Mickey per scusarsi del suo comportamento alla festa in cui l'aveva insultata. Uscito dal bagno, Gus si presenta a Dustin che prende l'occasione per dileguarsi il prima possibile da un incontro imbarazzante.
Gus e Mickey concludono la domenica al mare, dato che la ragazza ha notato un telo da spiaggia sul retro della macchina e ritiene sia venuto il momento di usarlo. Gus vorrebbe fare il bagno, ma Mickey è contraria per paura dell'inquinamento e tenta di usare la scusa del non avere il costume da bagno. Alla fine Mickey si limita a bagnare i piedi. La sera Gus chiede a Mickey quali programmi ha per la settimana in arrivo, avendo l'impressione che la loro relazione stia diventando sempre più solida. Non appena uscito di casa, Gus scrive a Mickey che gli sta venendo l'ispirazione per un podcast e inizia a condividere immagini, alcune del passato e altre della loro frequentazione.

## Interruzione forzata
- Titolo originale: Forced Hiatus
- Diretto da: John Slattery
- Scritto da: Rebecca Addelman

### Trama
La rete ha deliberato il taglio di Wichita, facendo diventare l'episodio di Gus il finale di stagione. I genitori di Arya si preoccupano di procurare un nuovo ingaggio alla figlia, anche se sono in disaccordo su quale opportunità cogliere, ed entrambi fanno leva su Gus affinché induca la ragazzina a scegliere la loro proposta. Mickey si infastidisce per la continua presenza di Randy in casa, soprattutto dopo aver visto Bertie allungargli i soldi dell'affitto. Appurando con sconcerto che Randy non ha mai lavorato in vita sua, Mickey prova ad affrontare il discorso con Bertie, sentendosi rispondere che non deve fare l'esperta di relazioni solo perché le cose con Gus stanno andando bene.
Arya manifesta a Gus il desiderio di vivere un'adolescenza normale, percependo di essere il bancomat di genitori che altrimenti faticherebbero a sbarcare il lunario. Quando comunica loro che ha deciso di lasciare la recitazione, i due iniziano a discutere e la ragazzina per sfinimento accetta entrambi i ruoli. Rimasta sola con Randy al centro commerciale, Mickey lo accusa di approfittarsi della generosità di Bertie, trovando assurdo che a trent'anni suonati non abbia ancora un lavoro stabile. Punto sul vivo, Randy si intestardisce di trovare a tutti i costi lavoro proprio quel giorno e, anche se non raggiunge il risultato, capisce comunque di non poter vivere a lungo da parassita.

## Party di lavoro
- Titolo originale: The Work Party
- Diretto da: Brent Forrester
- Scritto da: Brent Forrester e Alexandra Rushfield

### Trama
Gravity Satellite Radio, la radio per cui lavora Mickey, è stata acquisita da Subzero e la collega Erika la invita a far fronte comune per mantenere il posto di lavoro, dato che si preannunciano parecchi tagli al personale. Al party della fusione partecipa anche Gus in qualità di accompagnatore, anche se Mickey è troppo occupata a complottare con Erika per lisciare il pelo ai nuovi datori di lavoro. Costoro assicurano che non intendono licenziare nessuno, anche se Mickey ed Erika sanno benissimo che le cose potrebbero non andare così. Gus conosce Greg Colter, con cui entra subito in confidenza perché ha sempre seguito il suo programma.
Tra gli invitati della festa ci sono anche Bertie e Chris, i quali si riconoscono per essersi visti in passato e trascorrono la serata insieme, confrontandosi sulla vita a Los Angeles e sulle rispettive delusioni professionali e personali. Quando scopre che Gus sta insieme a Mickey, Greg cambia completamente atteggiamento e rivendica di essere stato a letto con lei, mettendolo in guardia sul fatto che la ragazza ama usare le persone e lui è soltanto l'ultima delle sue vittime. Le parole di Greg scombussolano Gus e Mickey urla al dottor Colter che non gli permetterà di rovinare la cosa migliore che gli sia capitata. Mickey rassicura Gus che non deve dare credito alle parole di Greg, sortendo l'effetto sperato di tranquillizzarlo.

## Marty Dobbs
- Titolo originale: Marty Dobbs
- Diretto da: Lynn Shelton
- Scritto da: Rebecca Addelman e Ali Waller

### Trama
Mickey è agitata per l'improvviso arrivo di suo padre Marty, insistendo con Gus affinché la accompagni a conoscerlo. L'ultima volta che Mickey ha visto il padre, un ex dentista che ha perso l'abilitazione per la prescrizione di ricette false, è stata all'incirca tre anni prima. Gus si adopera per fare una buona impressione a Marty, dal canto suo soddisfatto che finalmente la figlia abbia lasciato perdere gli scavezzacollo per mettersi con un bravo ragazzo lavoratore. Mentre Gus ascolta con interesse i racconti di Marty sull'infanzia di Mickey, la ragazza fatica a nascondere il proprio disappunto perché le ricordano quanto sia stata infelice a causa di un padre così sopra le righe.
L'umore di Mickey peggiora ulteriormente quando Marty comunica di avere un volo per San Francisco, dove deve concludere un affare importante, da lì a poche ore. Delusa perché sperava di mostrare  casa sua al padre, Mickey si rifiuta di prendere parte alla bevuta proposta da Marty e Gus rivela al potenziale futuro suocero che sua figlia sta frequentando gli alcolisti anonimi. Marty disapprova questa scelta, essendo fermamente contrario agli alcolisti anonimi, e la scontrosità di Mickey si alza a un livello tale che il padre batte in ritirata verso l'aeroporto. Inevitabilmente Mickey e Gus finiscono per litigare, anche se si tratta di una crisi passeggera che ha l'esito di compattare i due ragazzi ancora di più.

## Una casa pazzesca
- Titolo originale: Housesitting
- Diretto da: Dean Holland
- Scritto da: Judd Apatow e Paul Rust

### Trama
Gus porta Mickey alla villa di un amico molto ricco che gli ha chiesto di badare ai suoi cani Gordon e Peanut mentre lui e la moglie sono fuori città. Il momento clou del fine settimana nel quartiere più altolocato di Los Angeles è la proiezione dell'episodio di Wichita scritto da Gus, la cui nuova crociata è far smettere Mickey di fumare. Gli amici venuti ad assistere alla proiezione mettono in discussione la scelta di Gus di trascinare Mickey in questa bolla di lusso, un ambiente rarefatto che potrebbe metterla a disagio. Al contrario, Gus è convinto di aver fatto la cosa giusta, dato che a breve dovrà allontanarsi dalla città per le riprese del nuovo film di Arya e vuole sfruttare ogni momento per stare con lei.
Cinque minuti dopo l'inizio della proiezione arriva Andy Dick, il quale frequenta lo SLAA e ha bisogno di parlare con Mickey. Al gruppo di spettatori si aggrega Randy, offeso con Bertie perché non gli ha detto niente della serata, come se volesse lasciarlo. Al termine della proiezione, interrotta da un malessere di Gordon che ha mangiato cioccolato, Gus si arrabbia con Mickey perché è stata tutto il tempo ad ascoltare le paturnie di Dick. Mickey manifesta fastidio per la mania di controllo di Gus, testimoniata dalla preoccupazione di pulire anziché pensare a loro. Mickey lascia la casa un giorno prima del previsto, scusandosi con Gus per il suo comportamento e promettendogli che avranno modo di chiarire quanto successo.

## Separazione
- Titolo originale: Liberty Down
- Diretto da: Dean Holland
- Scritto da: Dave King e Ali Waller

### Trama
Gus deve andare ventiquattro giorni ad Atlanta per le riprese di Liberty Down, la nuova serie con protagonista Arya. Preoccupata per la sua incapacità di gestire le separazioni e ancora dispiaciuta per l'ultima lite, Mickey si fa promettere da Gus che la chiamerà ogni giorno e risponderà ai suoi messaggi entro trenta minuti al massimo. Gus regala a Mickey una copia di Fiesta di Hemingway da leggere in contemporanea, così da sentirsi in qualche modo vicini anche se saranno distanti. Mentre Gus è sfiancato dal lavoro sul set, Mickey approfitta della sua assenza per dedicarsi a sé stessa.
Festeggiati i trenta giorni di sobrietà, Mickey è talmente oberata di impegni da non trovare il tempo di rispondere alle chiamate di Gus che comincia a preoccuparsi. Nel frattempo, Victor, il regista coreano di Liberty Down, manifesta interesse per un progetto di Gus su un film ambientato nell'Artico, a cui viene proposto di trasferirsi a New York per poterlo realizzare. Gus propone a Victor di lavorare a distanza via Skype, incassando un perentorio rifiuto. Mickey, invece, riesce a convincere la giovane podcaster Stella a condurre il suo programma su Gravity Subzero.
Pensando di fare una sorpresa a Mickey, Gus le compra un biglietto per raggiungerlo ad Atlanta. La ragazza non reagisce con l'entusiasmo che ci si potrebbe aspettare, generando l'ennesimo litigio che va oltre le righe. Mickey batte in ritirata, non prima di aver sottolineato come sentirsi tutte le sere forse non è stata una buona idea. Affranta, Mickey raggiunge Dustin nella clinica veterinaria in cui è ricoverato il loro cane Buster. Mentre Gus non riesce a dormire, Mickey si stringe a Dustin perché Buster è appena stato soppresso.

## Lunga distanza
- Titolo originale: The Long D
- Diretto da: Joe Swanberg
- Scritto da: Brent Forrester e Alexandra Rushfield

### Trama
Usciti dallo studio del veterinario, Mickey si offre di accompagnare Dustin nella sua nuova casa, ben più lussuosa del misero appartamento nella Valley in cui viveva quando erano fidanzati. Il mattino seguente, dopo essere stati a letto, Dustin afferma di non aver percepito lei e Gus come una coppia. Gus comunica a Victor di averci ripensato ed essere disponibile ad andare a New York, però l'opportunità ormai è svanita. Dopo aver mangiato a una tavola calda con una famiglia di sconosciuti, Gus riceve una telefonata di Mickey che purtroppo non contribuisce a rasserenare il clima tra loro, poiché il ragazzo ha affermato di essere preoccupato per lei. A causa di un incidente capitato al suo carrello fuori dal supermercato, Bertie matura la decisione di lasciare Randy.
Stephen, un collega di set di Gus che si sente dispiaciuto perché era stato lui a suggerirgli l'idea del biglietto aereo, prova a risollevargli il morale con una serata di alcol e droghe in compagnia della bella Natasha. Reduce da una notte a rimettere sul water, Gus discute animatamente con Son, l'assistente di Victor che non gli è mai stato simpatico, facendosi cacciare dal set da parte dello stesso regista. Rifugiatosi in una chiesa, Gus entra in contatto con un gruppo di alcolisti anonimi in cui ammette di aver esercitato troppa pressione su Mickey. Costei, intanto, fa nuovamente l'amore con Dustin dopo che sono andati a spargere le ceneri di Buster. Bertie informa Randy di volerlo lasciare, ignorando che nell'altra stanza c'era suo fratello Devon, venuto a sorpresa per congratularsi proprio per la sua relazione.
Dustin si presenta a casa di Mickey, pranzando con lei e Bertie.  Quest'ultima, intuito che Dustin non è un semplice conoscente, disapprova il comportamento di Mickey alle spalle di Gus. Mickey replica che è la persona meno indicata a dare suggerimenti, visto che ha appena rotto con Randy. Pur di non darla vinta a Mickey, Bertie si rimette con Randy. Mickey confida a Dustin di essere pronta ad abbandonare la vita incasinata del suo passato e costruire una famiglia felice, dandogli l'assist per proporle di riprovarci. Tornato a Los Angeles, Gus riceve un messaggio di Mickey che gli chiede si è arrivato.

## Di nuovo in città
- Titolo originale: Back In Town
- Diretto da: Joe Swanberg
- Scritto da: Judd Apatow e Paul Rust

### Trama
Dustin confida al suo analista di essere pronto ad accogliere la volontà di Mickey di mettere su famiglia. Nonostante l'ottenimento di una promozione a lavoro grazie all'ingaggio di Stella, Mickey non sa come comportarsi con Gus perché sente di non essere stata corretta con lui. Gus torna a frequentare il vecchio gruppo di amici, ragguagliato da Randy sullo stato d'animo di Mickey per il tramite di Bertie. A festa finita, alcuni ragazzi gli riferiscono di aver visto Mickey in giro con un ragazzo, mettendolo sul chi va la. Gus incontra Mickey per scusarsi sul modo in cui ha gestito la loro relazione, ammettendo le proprie manie di controllo e confidandole che sta frequentando gli alcolisti anonimi. Ignorando un messaggio di Dustin, Mickey bacia Gus e gli propone di trascorrere il sabato pomeriggio insieme.
Mickey lascia Dustin con la scusa di non essere pronta ad assorbire cambiamenti troppo repentini. Ovviamente Dustin la prende male, avendo capito che è il ritorno in scena di Gus ad aver causato questo dietrofront, apostrofando Mickey in malo modo. Gus si presenta a casa di Mickey, la quale sostiene che la lontananza ha avuto l'effetto di rafforzare il loro rapporto. Dustin comincia a inviare una marea di messaggi a Mickey, preannunciando il suo arrivo, il che la spinge a trascinare Gus fuori casa pur di non farli incontrare. I due vanno in pedalò a Echo Park, mentre Dustin è ricevuto da Bertie che nega di sapere dove sia andata Mickey. Peccato che Dustin approfitti di un attimo di distrazione di Bertie per usare il suo cellulare e scoprire il luogo in cui sono Mickey e Gus.
Non appena vede Dustin, Mickey riesce a seminarlo perché non vuole avere alcuna conversazione con lui. Apparentemente arreso, Dustin si fa dire da Chris in quale appartamento abita Gus, riuscendo così a rintracciare Mickey. Dustin non ha intenzione di lasciar andare Mickey come successo la prima volta, reputando Gus del tutto inadatto ad avere una relazione con lei perché non la renderebbe mai felice. Mickey replica di voler scoprire cosa riserverà il futuro a lei e Gus, implorando Dustin di lasciarla andare. Mandato Dustin in veranda, Mickey chiede a Gus di avere una vera relazione al posto del rapporto non esclusivo vigente fino a quel momento. Gus accetta con entusiasmo di diventare una coppia a tutti gli effetti, costringendo Dustin a capitolare.